# Кожаное лицо: Техасская резня бензопилой 3
«Кожаное лицо: Техасская резня бензопилой 3» (англ. Leatherface: Texas Chainsaw Massacre III) — американский фильм 1990 года в жанре слэшер, режиссёра Джеффа Барра, третья часть серии «Техасская резня бензопилой». В фильме снимались Кейт Ходж, Уильям Батлер, Кен Фори, Том Эверетт, Вигго Мортенсен и Р. А. Михайлофф в роли Кожаного лица. Фильм рассказывает о том, как Кожаное Лицо вместе с семьёй каннибалов преследуют пару автомобилистов на задворках Техаса.
Дистрибуцией фильма занималась компания New Line Cinema, которая приобрела права на серию у The Cannon Group после того как последняя выпустила «Техасскую резню бензопилой 2». Изначально Американская ассоциация кинокомпаний присвоила фильму рейтинг «X». После того, как студия вырезала некоторые сцены, картине был присвоен рейтинг «R» и 12 января 1990 года New Line выпустила её в прокат.
Фильм стал коммерческим провалом, большинство критиков дали ему негативные оценки. В американском прокате фильм собрал 5,7 млн долларов, что сделало его самым неудачным фильмом в серии на тот момент, вплоть до выхода следующей части «Техасская резня бензопилой 4: Новое поколение» в 1995 году.

## Сюжет
В начальной сцене фильма сразу после краткого вступления, из которого становится ясно, что героиня первой части — Салли Хардести — мертва, мы видим, как Кожаное лицо убивает молодую женщину, Джину, кувалдой. Затем мы знакомимся с главными героями фильма — парой друзей Мишель и Райаном, которые отправляются в путешествие во Флориду. По дороге они становятся свидетелями съёмок репортажа местных журналистов. Они снимали сюжет о придорожном кладбище, из которого был выкопан труп. На следующий день пара останавливается на заправке, чтобы воспользоваться туалетом и заправиться. Там они встречают ковбоя по имени Текс. Пока Мишель находится в туалете, за ней подглядывает извращенец, который оказывается владельцем станции — Альфредо. Его замечает Текс, и в результате образовавшегося конфликта Альфредо достаёт ружьё, а Мишель и Райан в ужасе уезжают с заправки, думая что Текса подстрелил Альфредо.
Наступают сумерки, и герои теряются в безлюдной техасской глуши. Внезапно на дороге появляется машина и врезается в них, после чего агрессивный водитель бросает мёртвого койота в лобовое стекло машины Мишель и Райана. В этот момент у них спускает колесо, и пара вынуждена остановиться. Райан спешно меняет шину. Внезапно из темноты появляется Кожаное лицо с бензопилой в руках. Он нападает на Мишель и Райана, но в последний момент им удаётся уехать. Проехав небольшое расстояние, они сталкиваются на дороге с машиной парня по имени Бенни. Когда Бенни пытается позвать на помощь, на него нападает обезумевший Кожаное лицо. От смерти его спасает внезапно появившаяся в лесу девушка Сара (сестра Джины), которая провоцирует Кожаное лицо на погоню за ней. Во время погони она скрывается от психопата, а затем сталкивается с Бенни. Он узнаёт от неё, что её семья была убита родственниками Кожаного лица. Вскоре убивают и её. Тем временем, когда Мишель и Райан блуждают по лесу, на них опять нападает Кожаное лицо, который убивает Райана. Мишель прибегает в дом на краю леса, где встречает маленькую плачущую девочку, которая на самом деле является дочерью Кожаного лица. Пытаясь помочь ей, Мишель попадает в плен к Тексу, с которым познакомилась ранее.
Текс оказывается одним из семьи Сойеров, он тоже является каннибалом. Мишель, привязанная к стулу, вынуждена присутствовать на ужине в доме семьи убийц. Ей затыкают рот, и вскоре к её отчаянию один из Сойеров, некий Тинкер, приносит домой труп Райана, который должен стать главным блюдом трапезы. Из затруднительного положения её спасает Бенни с винтовкой в руках, который внезапно появляется в доме Сойеров. Герои выбегают из дома. За ними на машине гонится Кожаное лицо, он сбивает Бенни, после чего между ними завязывается драка. После того, как маньяк жестоко расправился с Бенни, он преследует Мишель, но ей удаётся отбиться от него, ударив по голове камнем, и сбежать.
В финальной сцене выясняется, что Бенни остался в живых после нападения Кожаного лица. Застрелив Альфредо, последнего из членов семьи Сойер, герои садятся в машину и уезжают. В конце показывается, как в кадр входит Кожаное лицо с бензопилой в руках и наблюдает за уезжающей машиной.

## Команда
| - Кейт Ходж — Мишель - Кен Фори — Бенни - Р. А. Михайлофф — Кожаное лицо - Уильям Батлер — Райан - Вигго Мортенсен — Текс - Джо Ангер — Тинкер - Том Эверетт — Альфредо - Мириам Байрд-Нетери — Мама - Дженнифер Банко — Дочь Кожаного лица - Дэвид Клауд — Скотт - Бет ДеПати — Джина - Тони Хадсон — Сара - Майкл Шамус Уайлз — сотрудник контрольно-пропускного пункта - Рон Брукс — репортёр - Дуан Уайтакер — Ким - Режиссёр — Джефф Барр - Продюсер — Роберт Энгелман - Исполнительный продюсер — Майкл Де Лука - Сценарист — Дэвид Дж. Шоу - Оператор — Джеймс Л. Картер - Композиторы — Джим Мэнзи, Пэт Риган - Художники — Майкл Л. Строун, Элла Ст. Джон Блейки - Художник по костюмам — Джоан Хантер - Художник по декорациям — Ребекка Карьяга - Монтажёр — Брент А. Шонфелд |

## Производство
После успеха франшизы «Кошмар на улице Вязов» компания New Line купила права на «Техасскую резню бензопилой» у The Cannon Group с намерением сделать из неё новый киносериал. Частью их замысла в новом сериале было сделать заглавного героя Кожаное Лицо главной звездой, чтобы он стоял выше всей остальной семьи каннибалов. New Line начала поиск локаций для съёмок в июле 1989 года. В своём заявлении они сообщили, что «возвращаются к настоящим ужасам». Съёмки начались в Валенсии, штат Калифорния, в конце июля того же года. Режиссёр хотел, чтобы Гуннар Хансен вернулся к роли Кожаного лица, но стороны не смогли договориться о сумме гонорара. В результате Барр пригласил на роль Кожаного лица актёра Р. А. Михайлоффа, с которым он уже работал семь лет назад. Но ему пришлось пройти прослушивание перед продюсерами New Line, последние остались довольны и актёр получил роль. «Он проделал совершенно фантастическую работу — с ним было так приятно работать, и он был полон энтузиазма во всём», — вспоминал Барр.
С Р. А. Михайлоффом сразу был заключён контракт на ещё два фильма, это должны были быть продолжения «Техасской резни бензопилой» с латинскими цифрами IV и V в названии. Но после выхода третьей части компания New Line потеряла интерес к франшизе и продала права. Вместе с этим контракт Михайлоффа был аннулирован.

## Релиз

### Цензура
Фильм уже получил определённую известность ещё до выхода в прокат из-за борьбы между New Line Cinema и MPAA, которая первоначально присвоила фильму рейтинг «X» из-за показанного в нём насилия. Это был последний фильм, получивший такую оценку до того, как MPAA заменила рейтинг «X» на «NC-17». Барр рассказывал, что среди проблем повлиявших на рейтинг было то, что New Line в то время была независимой, вторая часть «Резни» вышла на экраны без рейтинга, а так же то, что предыдущие два фильма сохраняли мрачный тон повествования и третья часть должна была придерживаться того же. В результате фильм одиннадцать раз отправлялся в MPAA на рассмотрение. После чего в монтажную пришёл сам президент New Line Боб Шейн и лично вырезал самые жестокие сцены, Барр говорил, что порезали оригинальные негативы плёнки, так как торопились успеть в срок. Для того, чтобы получить одобрение MPAA, в общей сложности из фильма было вырезано 4 минуты и 18 секунд. Британский совет по классификации фильмов не предоставил фильму рейтинг для его проката в 1990 году, а урезанная версия получила рейтинг «18» в 2004 году, перед тем как выпустить фильм на домашних носителях.

### Кинотеатральный релиз
«Кожаное лицо: Техасская резня бензопилой 3» первоначально планировалось выпустить на экраны 3 ноября 1989 года. Однако вскоре дата выхода была перенесена на следующий год, и фильм вышел на экраны 1107 кинотеатров 12 января 1990 года, собрав 2 692 087 долларов за первые выходные, заняв низкое 11 место, со средним показателем сборов 2 431 долларов на один кинотеатр. Во второй уик-энд сборы фильма упали на 56,2 %, собрав всего 1 442 554 долларов, при общем прокате 5 765 562 долларов.

### Выход на домашних носителях
Фильм был выпущен на VHS и LaserDisc компанией RCA/Columbia Pictures Home Video в 1990 году. В 2003 году компания New Line Home Entertainment выпустила фильм на DVD. Дополнительные материалы DVD включают аудиокомментарии с Джеффом Барром, Грегом Никотеро, Р. А. Михайловым, Дэвидом Дж. Шоу, Уильямом Батлером и Марком Одески, видеоролик под названием «Пила — это семья: Создание Кожаного лица»; а также сборник неотреставрированных, необработанных и удалённых сцен с объяснением Джеффа Барра, почему эти сцены не попали в окончательный вариант; оригинальная концовка фильма также включена на DVD. Фильм был выпущен на Blu-ray 13 февраля 2018 года компанией Warner Brothers Archive Collection.
В России фильм официально выходил только на DVD в 2006 году без дополнительных материалов.

## Критика
Когда фильм вышел в прокат, он получил в основном негативные отзывы. Ричард Харрингтон из The Washington Post обвинил в провале фильма его монтаж, который был сделан, чтобы получить рейтинг R, заявив: «Они сняли фильм с рейтингом „X“, но отредактировали его до „R“, чтобы удовлетворить рейтинговый совет MPAA. Было ли это просто рекламной уловкой или нет, но отсутствие жестокого насилия в последней части фильма весьма заметно». Крис Парсиллиан из Film Threat назвал фильм «просто ещё одним заурядным слэшер-фильмом, в котором нет ничего такого, ради чего стоило бы рекомендовать его разборчивым поклонникам, кроме связи с Кожаным лицом». Марк Кермод из Time Out назвал его «безжалостно садистским и тревожно забавным фильмом, который будет развлекать и раздражать в равной степени». Майкл Уилмингтон из Los Angeles Times назвал фильм «пустым дежавю». Райан Турек из Shock Till You Drop назвал фильм ничем не примечательным, но запомнившимся поклонникам ужасов, изголодавшимся по театральным релизам. Автор рецензии с Bloody Disgusting оценил его в 4/5 звезд и написал: «Как вы уже догадались, у фильма есть свои недостатки, но кроме этого я считаю его чертовски увлекательным».

## Саундтрек
Саундтрек к фильму состоял из следующих треков:
| №                   | Название                    | Исполнитель(и)      | Длительность |
| ------------------- | --------------------------- | ------------------- | ------------ |
| 1.                  | «Leatherface»               | Lääz Rockit         | 4:10         |
| 2.                  | «Bored»                     | Death Angel         | 3:27         |
| 3.                  | «When Worlds Collide»       | Wrath               | 5:42         |
| 4.                  | «Spark in My Heart»         | Hurricane           | 4:56         |
| 5.                  | «Power»                     | SGM                 | 5:05         |
| 6.                  | «One Nation»                | Sacred Reich        | 3:20         |
| 7.                  | «Monster Mash»              | Utter Lunacy        | 5:31         |
| 8.                  | «The Gift of Death»         | Wasted Youth        | 8:50         |
| 9.                  | «Methods of Madness»        | Obsession           | 3:24         |
| 10.                 | «Psychotic Killing Machine» | MX Machine          | 3:22         |
| Общая длительность: | Общая длительность:         | Общая длительность: | 46:47        |

| Оценки критиков | Оценки критиков |
| Источник        | Оценка          |
| --------------- | --------------- |
| AllMusic        | [ 34 ]          |

## Номинации
| Номинирован                      | «Фантаспорту» (1990)              | Примечания |
| -------------------------------- | --------------------------------- | ---------- |
| International Fantasy Film Award | Приз за лучший фильм — Джефф Барр | [ 35 ]     |

## Комикс-адаптация
В 1991 году по мотивам фильма издательство Northstar выпустило комикс из четырёх частей под названием «Кожаное лицо» (англ. Leatherface). Сюжет Морта Касла частично основан на сценарии третьей части франшизы, хотя есть некоторые различия: «Едва ли можно сказать, что эта серия — адаптация третьего фильма. Я работал с оригинальным сценарием Дэвида Шоу, который впоследствии был сильно изменён, — то, как выглядит фильм, сильно отличается от того, каким он должен был быть — однако продюсеры всё же позволили авторам идти в нужном для сюжета направлении. Благодаря этому мы распродали все 30 тысяч экземпляров первого выпуска». Кирк Ярвен рисовал первый выпуск, а Гай Барвелл работал над остальными частями. Концовка истории отличается от той, что была показана в фильме, судьбы некоторых героев также изменены.

## Комментарии
1. ↑  Фильм является прямым продолжением к оригинальному фильму, однако, как подметил сценарист Федерико Альварес, не вычёркивает из канона события первых трёх сиквелов[2][3].